# Lyngstusjön
Lyngstusjön är en sjö i Halmstads kommun i Halland och ingår i Nissans huvudavrinningsområde. Sjön har en area på 0,0591 kvadratkilometer och ligger 87,7 meter över havet.

## Delavrinningsområde
Lyngstusjön ingår i det delavrinningsområde (630589-132648) som SMHI kallar för Mynnar i Nissan. Medelhöjden är 91 meter över havet och ytan är 9,2 kvadratkilometer. Räknas de 2 avrinningsområdena uppströms in blir den ackumulerade arean 38,38 kvadratkilometer. Lillån som avvattnar avrinningsområdet har biflödesordning 2, vilket innebär att vattnet flödar genom totalt 2 vattendrag innan det når havet efter 26 kilometer. Avrinningsområdet består mestadels av skog (81 %) och jordbruk (12 %). Avrinningsområdet har 0,06 kvadratkilometer vattenytor vilket ger det en sjöprocent på 0,6 %.